# JR北海道ホテルズ
JR北海道ホテルズ（ジェイアールほっかいどうホテルズ）は、北海道旅客鉄道（JR北海道）グループが運営するホテルの総称およびそれらを運営する会社。
本項では便宜上、JR北海道ホテルズ株式会社以外が運営するあるいは運営していた宿泊施設についても述べる。

## 沿革
- 1999年（平成11年）12月3日 - 「株式会社北海道ジェイ･アール･ホテルズ」として設立。
- 2006年（平成18年）7月1日 -  会社名を「JR北海道ホテルズ株式会社」と改称。
- 2018年（平成30年）4月1日 -  子会社の「株式会社北海道JRインマネジメント」を吸収合併し、JRインが直営ホテルとなる[1]。

## ホテル一覧
運営会社の記述のないホテルは、JR北海道ホテルズ株式会社により運営。全て北海道内に所在。

### シティホテル
| ホテル名                   | 所在地                    | 立地       | 客室数 | 開業年月日                | 備考                                       | 出典 |
| -------------------------- | ------------------------- | ---------- | ------ | ------------------------- | ------------------------------------------ | ---- |
| JRタワーホテル日航札幌     | 札幌市中央区北7条西2丁目5 | 札幌駅直結 | 342    | 2003年（平成15年）5月31日 | オークラ ニッコー ホテルマネジメントと提携 |      |
| ホテル日航ノースランド帯広 | 帯広市西2条南13丁目1      | 帯広駅隣接 | 171    | 1997年（平成09年）6月17日 | オークラ ニッコー ホテルマネジメントと提携 |      |

### JRイン
| ホテル名         | 所在地                     | 立地              | 客室数 | 開業年月日                 | 備考 | 出典              |
| ---------------- | -------------------------- | ----------------- | ------ | -------------------------- | ---- | ----------------- |
| JRイン札幌       | 札幌市中央区北5条西6丁目   | 札幌駅西口徒歩4分 | 189    | 2008年（平成20年）10月16日 |      |                   |
| JRイン札幌駅南口 | 札幌市中央区北3条西1丁目10 | 札幌駅南口徒歩7分 | 204    | 2016年（平成28年）10月6日  |      |                   |
| JRイン札幌北2条  | 札幌市中央区北2条西2丁目8  | 札幌駅南口徒歩7分 | 205    | 2020年（令和02年）10月2日  |      | [ 2 ]             |
| JRイン函館       | 函館市若松町12             | 函館駅隣接        | 215    | 2020年（令和02年）5月18日  |      | [ 3 ] [ 4 ] [ 5 ] |
| JRイン旭川       | 旭川市宮下通7丁目2         | 旭川駅直結        | 198    | 2015年（平成27年）4月16日  |      |                   |
| JRイン千歳       | 千歳市末広6丁目4           | 千歳駅東口徒歩1分 | 185    | 2018年（平成30年）9月19日  |      | [ 2 ] [ 6 ]       |

### JR Mobile Inn
| ホテル名              | 所在地                  | 立地              | 客室数 | 開業年月日                 | 備考                               | 出典          |
| --------------------- | ----------------------- | ----------------- | ------ | -------------------------- | ---------------------------------- | ------------- |
| JR Mobile Inn Kotoni  | 札幌市西区琴似1条1丁目1 | 琴似駅徒歩4分     | 3      | 2019年（令和元年）12月18日 | MASSIVE SAPPOROが運営              | [ 7 ]         |
| JR Mobile Inn Chitose | 千歳市青葉丘937         | 千歳駅から約1km   | 20     | 2024年（令和06年）3月30日  | 北海道ジェイ・アール都市開発が運営 | [ 8 ] [ 9 ]   |
| JR Mobile Inn Furano  | 富良野市緑町1-39        | 富良野駅から1.2km | 14     | 2025年（令和07年）5月31日  | 北海道ジェイ・アール都市開発が運営 | [ 10 ] [ 11 ] |

### アパートメントホテル
| ホテル名                  | 所在地                    | 立地                                          | 客室数 | 開業年月日            | 備考             | 出典          |
| ------------------------- | ------------------------- | --------------------------------------------- | ------ | --------------------- | ---------------- | ------------- |
| THE BASE SAPPORO SUSUKINO | 札幌市中央区南6条西8丁目2 | 資生館小学校前停留場徒歩3分 すすきの駅徒歩6分 | 9      | 2019年（令和元年）7月 | BASE JAPANが運営 | [ 12 ] [ 13 ] |

### 今後の計画
- 函館市（函館駅隣接） - 2026年（令和8年）1月にJR Mobile Inn（5室）の開業を予定[14]。
- 北見市（北見駅前） - 2026年（令和8年）夏頃にJRイン（200室程度）の開業を予定[15][16][17]。

また、北斗市（新函館北斗駅前）に建設計画があったものの、2014年に建設を断念している。

### 閉業したホテル
- 旭川ターミナルホテル - 運営は旭川ターミナルビル、2012年9月30日営業終了。
- クロフォード・イン大沼 - 運営はジェイ・アールはこだて開発→北海道キヨスクだったが、ホテル営業を終了の上、2015年11月2日、鶴雅観光開発に売却[18]。売却後、改装工事が行われ、2016年8月10日に「大沼鶴雅オーベルジュ エプイ」としてリニューアルオープン。
- ロワジールホテル旭川 - 運営は旭川ターミナルビルだったが、2015年10月1日にフォートレス・インベストメント・グループLLCに売却[18]。売却日にホテル名称を変更（現 アートホテル旭川）し、ホテル営業を休業せずにそのまま営業を継続。
- ホテルさっぽろ弥生 - 運営は北海道キヨスク、2021年8月31日営業終了。
- JRイン帯広 - 元々は北海道ホテル系列の「ホテルヒーロー」だったものを買収し2011年6月オープン、2021年11月30日営業終了[19]。その後、改装工事を行い土地・建物をJR北海道が所有、ミサワホーム北海道が運営する「サービス付き高齢者向け住宅 ブランJR帯広駅前」としてオープン[20]。

## ギャラリー

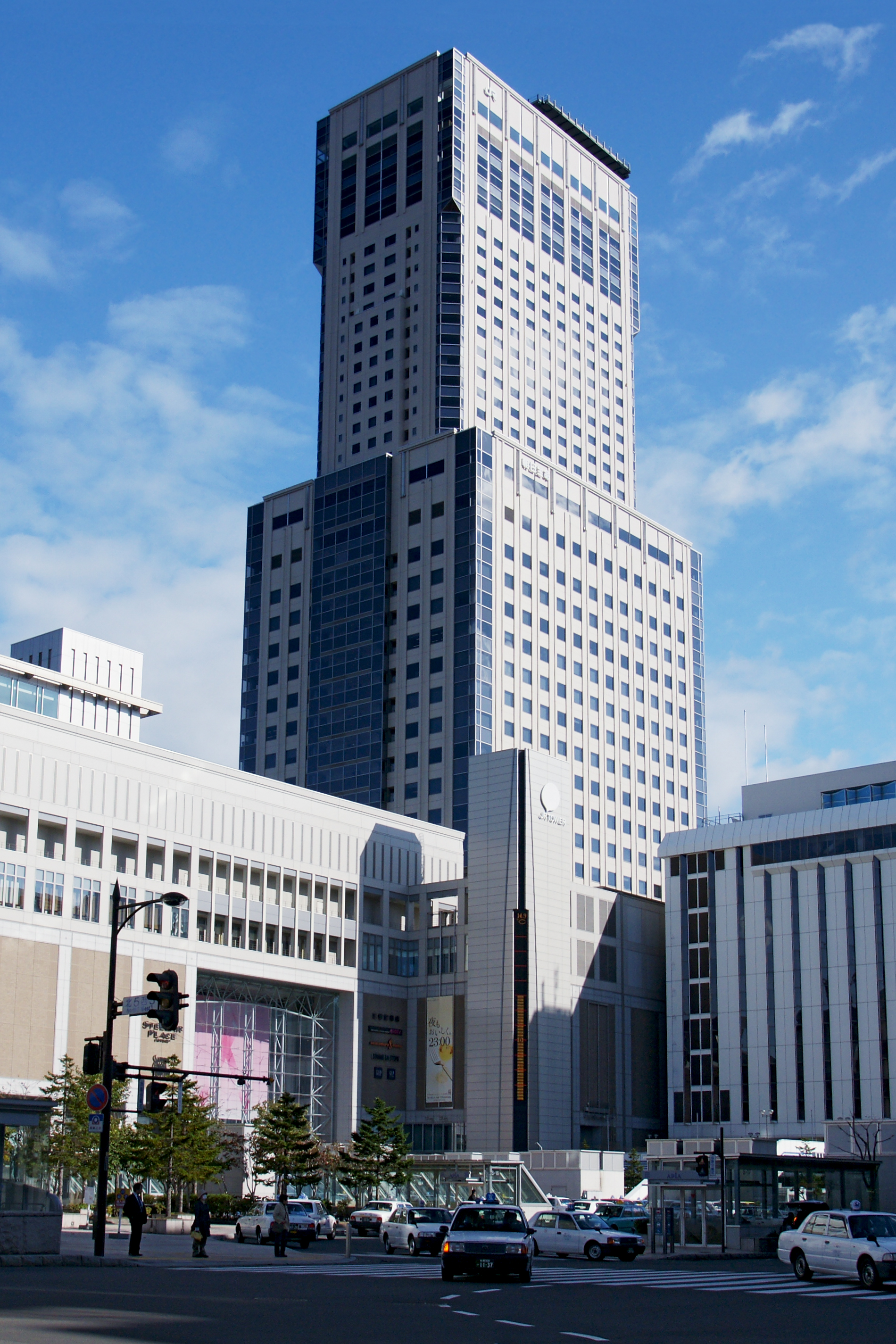
JRタワーホテル日航札幌
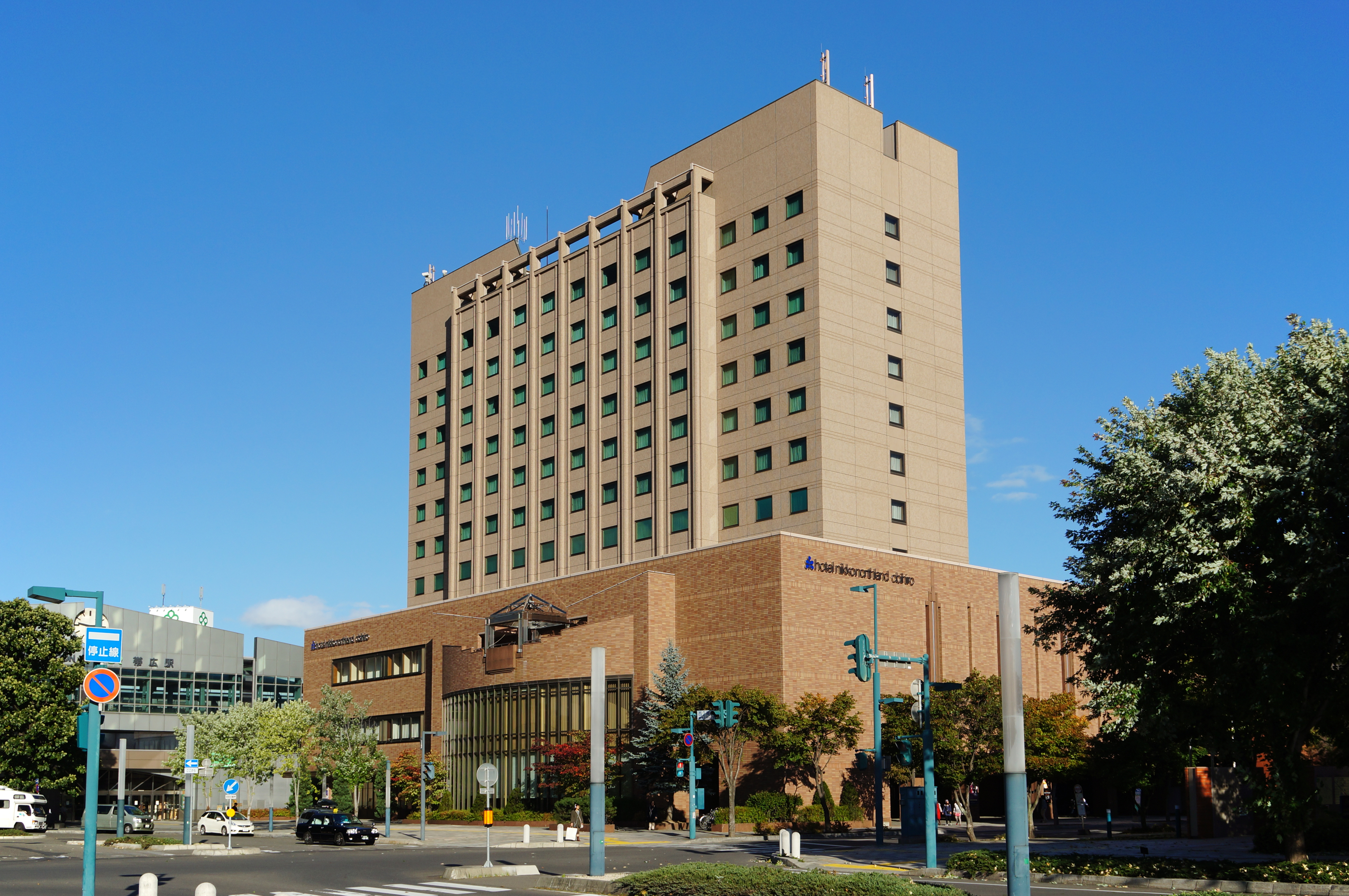
ホテル日航ノースランド帯広
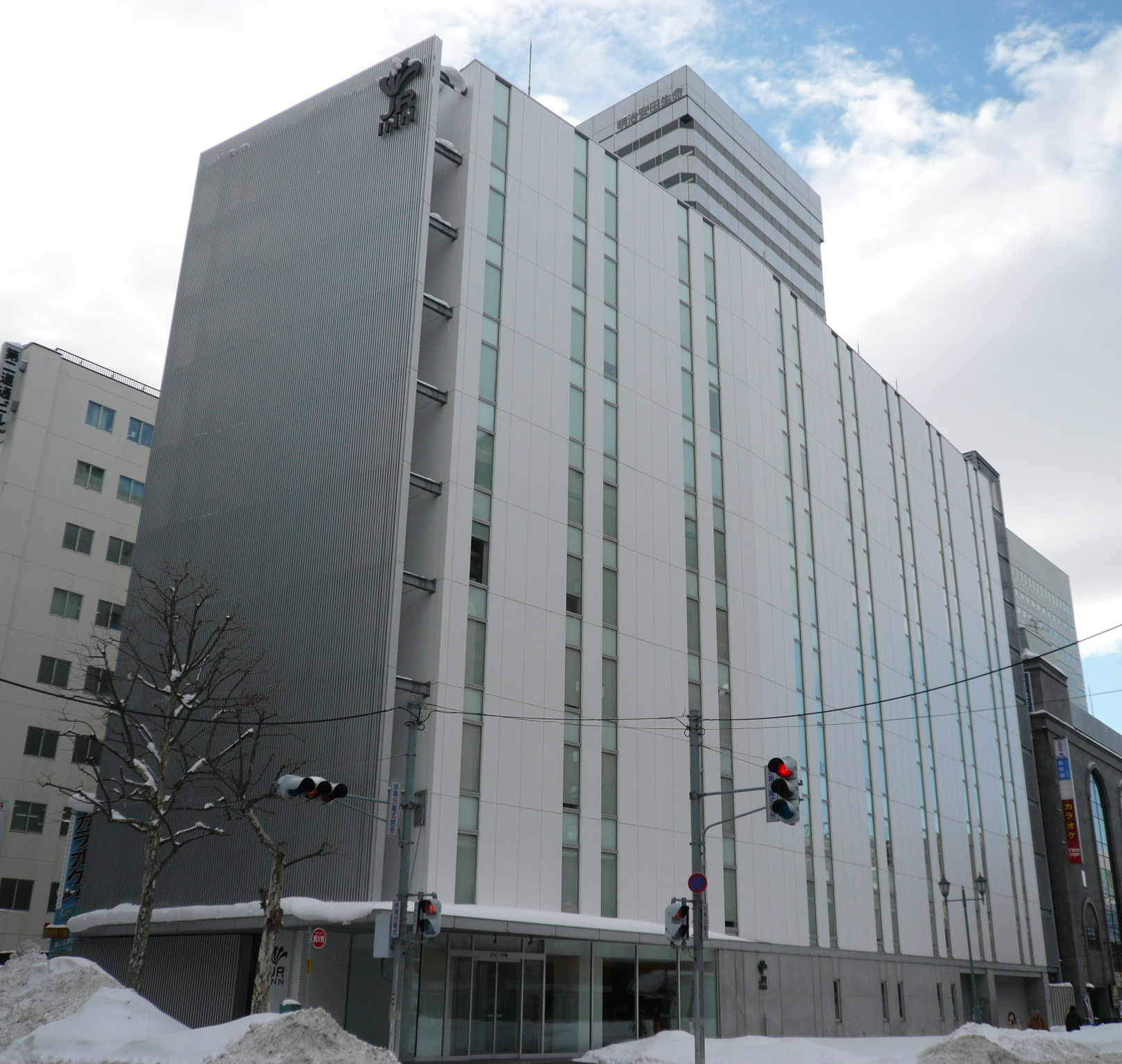
JRイン札幌
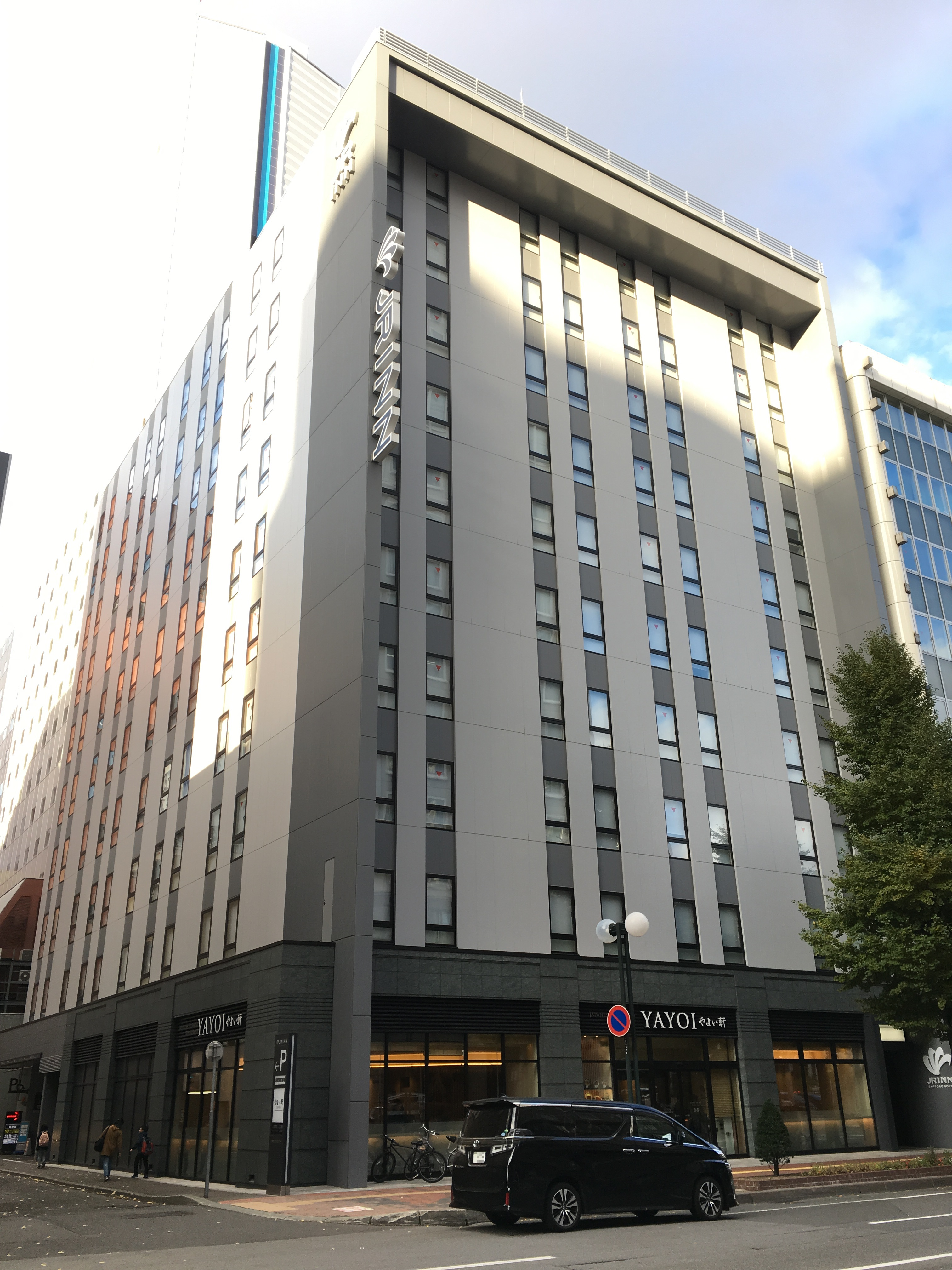
JRイン札幌駅南口
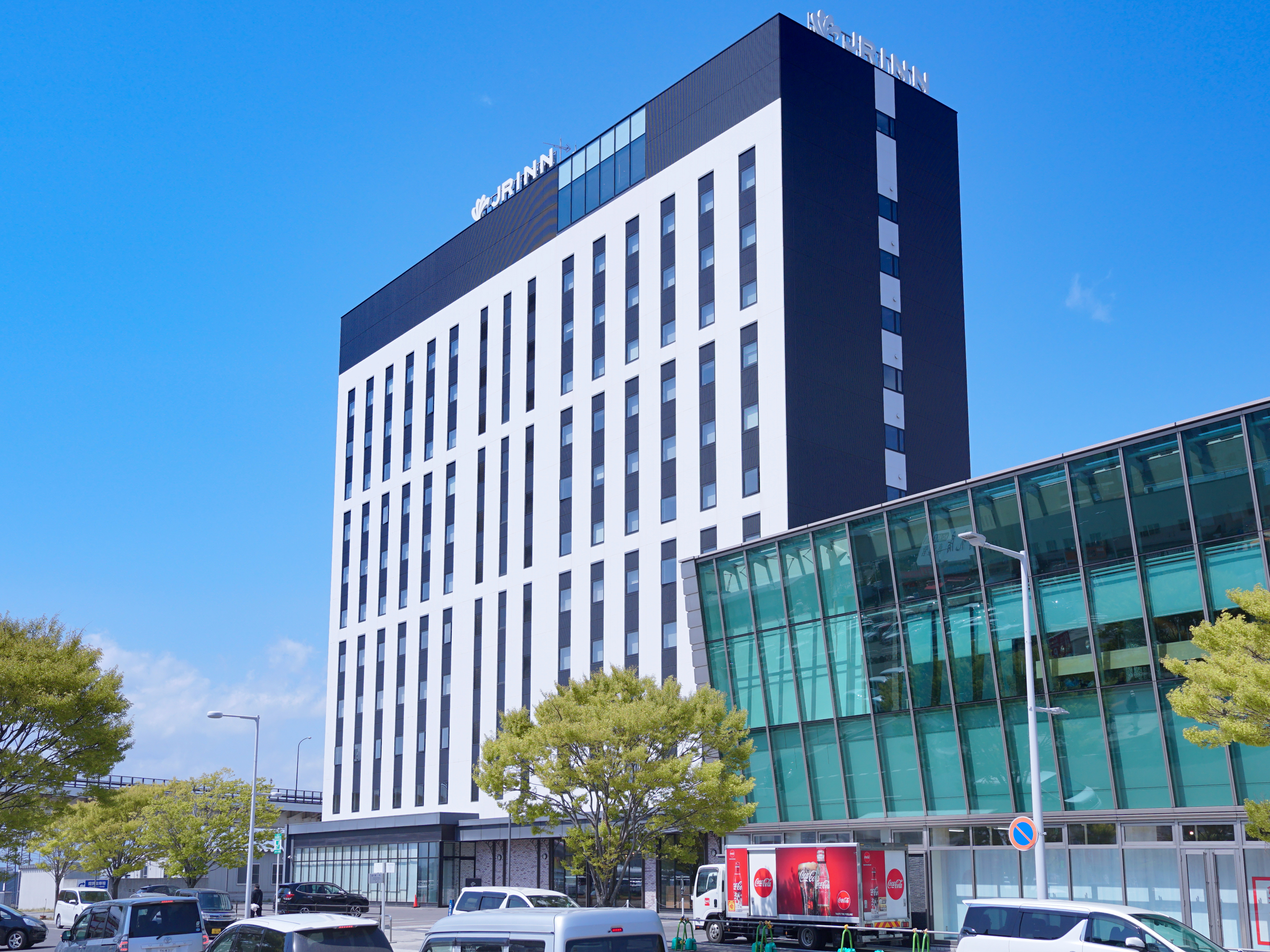
JRイン函館
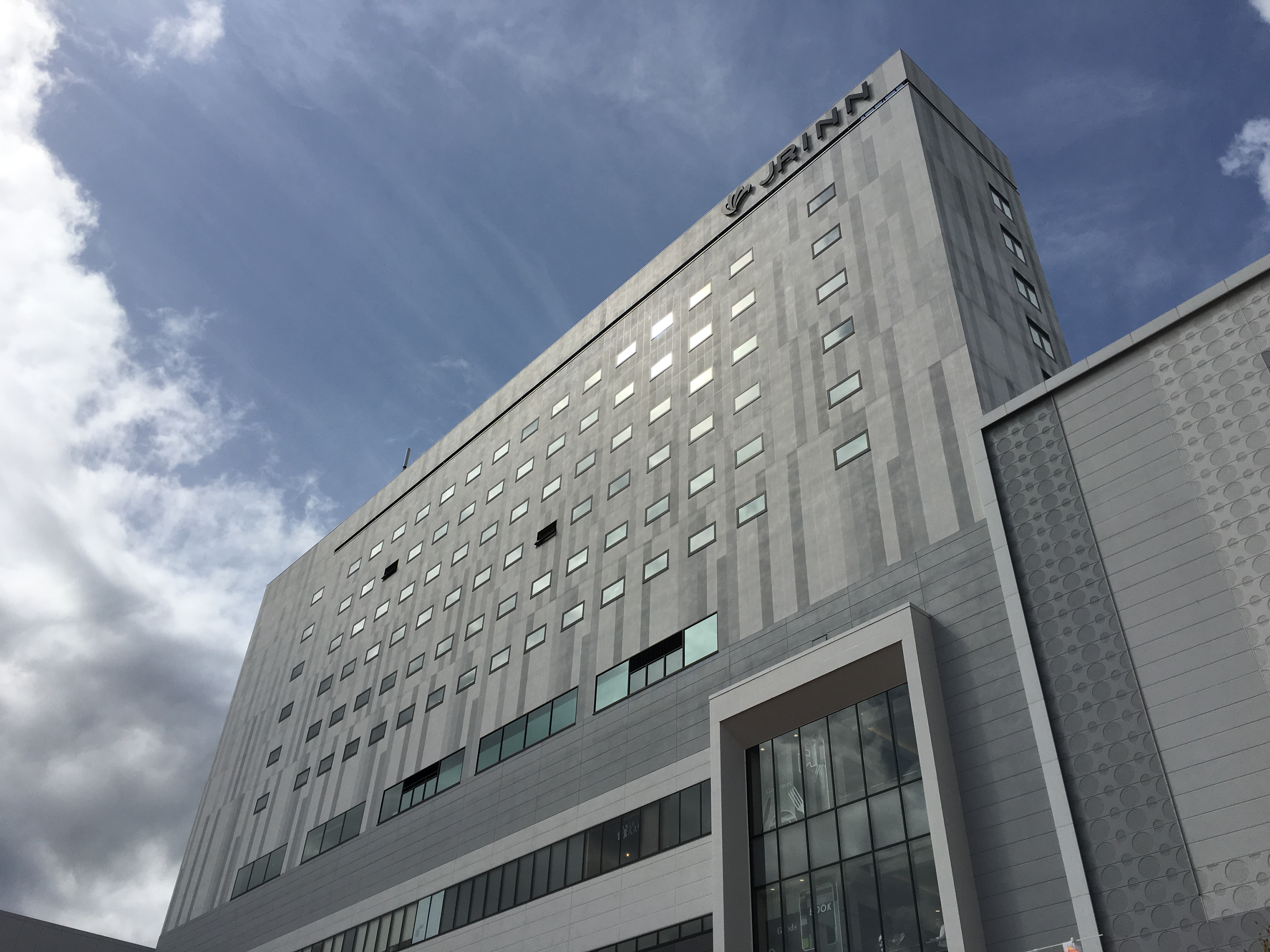
JRイン旭川
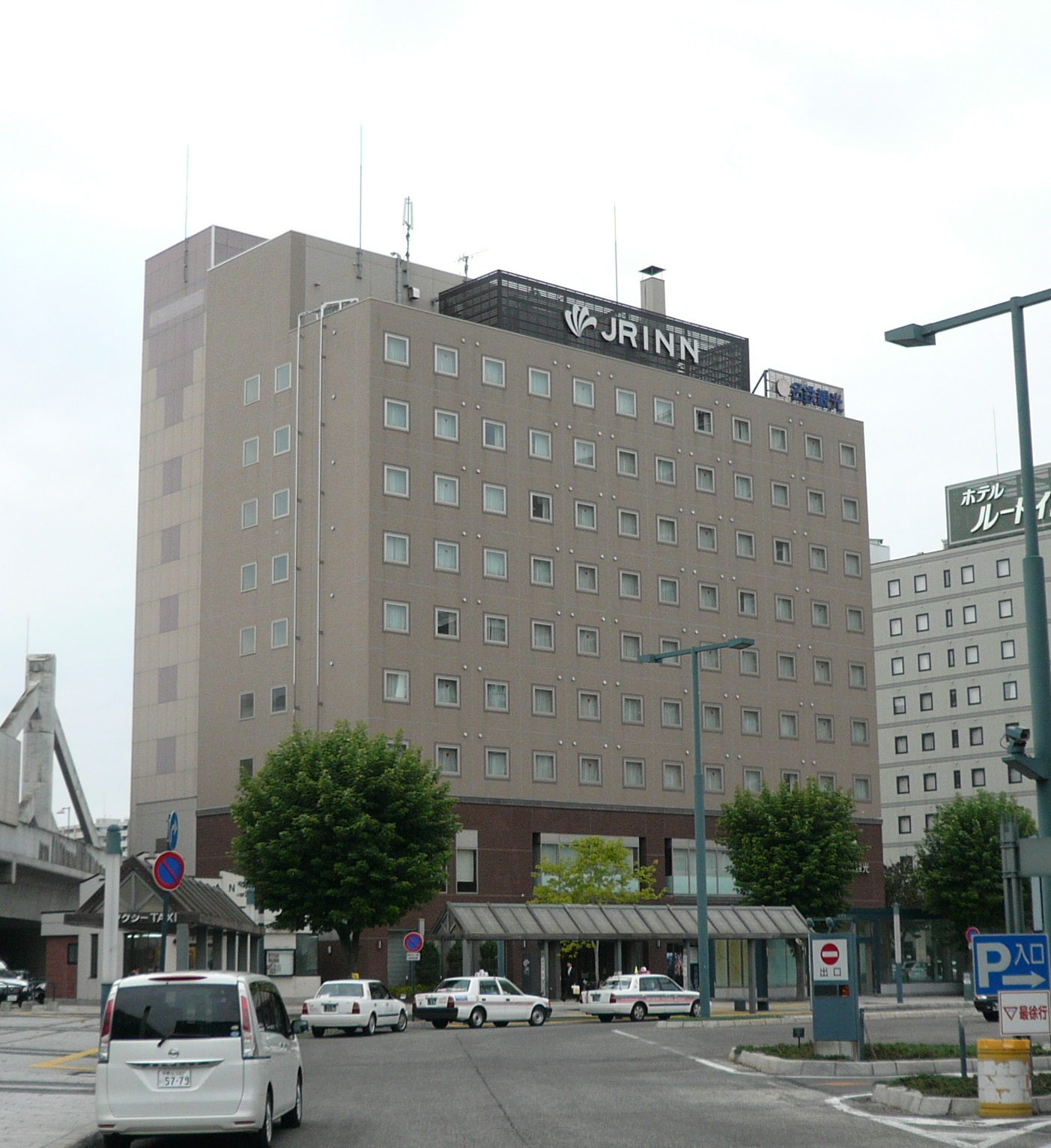
JRイン帯広（閉業）